# Камвеньо, Закариас
Закариас Камвеньо (порт. Zacarias Kamwenho; род. 5 сентября 1934, Уамбо, Ангола) — ангольский католический архиепископ. Сыграл важную роль в мирном процессе, который привёл к окончанию гражданской войны в Анголе. Лауреат премии «За свободу мысли» имени Сахарова (2001).

## Биография
Родился 5 сентября 1934 года в городе Уамбо Республики Ангола.
В 1961 году был рукоположен в сан священника и назначен учителем в миссии Бела Виста в городе Уамбо. Проработал на этой должности до 1970 года и был назначен проректором. Позже был назначен ректором Главной семинарии в Уамбо, а с 26 августа 1974 года также занимал должность главного викария архиепархии Уамбо. 10 августа 1975 года возведён в сан епископа и служил в епархии Нову-Редонду. 12 ноября 1995 года стал епископом, а 2 февраля 1997 года — архиепископом архиепархии Лубанго.
Возглавлял организованный в апреле 2000 года Экуменический комитет за мир в Анголе, объединявший Епископскую конференцию Анголы Римско-католической церкви, Ангольский евангелический альянс и Совет христианских церквей в Анголе.
Был посредником между Народным движением за освобождение Анголы — Партией труда и Национальным союзом за полную независимость Анголы во время гражданской войны в Анголе, за что в 2001 году был награждён Европейским парламентом премией «За свободу мысли» имени Сахарова.

## Награды
- премия «За свободу мысли» имени Сахарова (2001 год)[3].